# أم الدم
تمدد الأوعية الدموية أو أم الدم أو أنيوريسم (باليونانية: ανεύρυσμα) هو انتفاخ يشبه البالون في الشرايين يحدث عندما يجبر ضغط الدم جزء ضعيف من جدار الشريان على الانتفاخ للخارج. ويمكن أَن يتشكل ذلك في الشرايين بمختلف أحجامها. إلا أنه أكثر شيوعا في شرايين المخ وفي الشريان الأبهر (الشريان الرئيسي الذي يخرج من القلب، وهو ما يسمى بتمدد الشريان الأبهر).  وبزيادة حجم تمدد الأوعية الدموية فإن الجدران قد تنفجر، تاركة الشخص المصاب ينزف إلى الموت. أما تمدد الأوعية الدموية الذي يؤدي إلى نزيف في تجويف الدماغ يمكن أن يؤدي إلى الجلطة الدماغية أو الموت.

## التصنيف
يمكن تصنيف تمدد الأوعية الدموية في عدة طرق مختلفة:
- حقيقى وكاذب
- الشكل
- الموقع
- شرياني أم وريدي
- السبب

### حقيقى وكاذب

تمدد الشريان الأورطي البطني.

في تمدد الأوعية الدموية الحقيقي تنتفخ الطبقات الداخلية للوعاء الدموي خارج الطبقة الخارجية التي عادة ما تحبسهم. ويكون تمدد الأوعية الدموية مُحاط بهذه الطبقات الداخلية.
الكاذب أو pseudoaneurysm لا ينطوي أوليا على تشويه في الأوعية الدموية. هو عبارة عن مجموعة من الدم يتسرب تماما خارج شريان أو وريد، ولكن يُحبس بجوار الوعاء الدموى من الأنسجة المحيطة. هذا التجويف الممتلأ بالدم في النهاية إما يتخثر (جلطة) بما فيه الكفاية لسد التسريب أو سيتمزق في النسيج الأشدّ المغلف له وتتدفق بحرية بين طبقات من الأنسجة الأخرى أو في أنسجة لينة. يمكن أن يكون التمدد الكاذب للأوعية الدموية ناجم عن جرح الذي أدّى إلى ثقب الشريان وهي إحدى المضاعفات المعروفة من إجراءات الشرايين عن طريق الجلد مثل تصوير الشريان أو لحم الشرايين أو من استخدام شريان للحقن، مثل متعاطي المخدرات غير قادر على العثور على وريد صالح للاستعمال. ويمكن الشعور بها مثل التمدد الحقيقى بأنه جسم غير طبيعي نابض عند اللمس.

### الشكل
يمكن وصف تمدد الشرايين عن طريق شكلها. تقليديا، كانت توصف بأنها إما «مغزلي» (التي تشبه اسطوانة ضيقة) أو «كيسي» (حبة) (تشبه كيس صغير)، وإن كان قد تم اقتراح بدائل.

### الموقع
الموقع المتكررة حدوث الإصابة فيه هو الشريان المخي الأمامي من دائرة ويليز.
ينشأ معظم تمدد الشريان الغير مخى (94 ٪) بعيد عن الشرايين الكلوية الأصلية في الشريان الأورطي البطني تحت الكلوى، وهو اصابة ناتجة غالبا عن تصلب الشرايين.
يمكن أيضا أن يصاب الشريان الأورطي الصدري. شكل واحد مشترك لتمدد الشريان الأورطي الصدري ينطوي على توسيع الشريان الأورطي القريبة وجذر الأورطى، الأمر الذي يؤدي إلى قصور الأورطى.
كما يحدث تمدد الأوعية الدموية في الساقين أيضا، وبخاصة في الأوعية العميقة (على سبيل المثال، الأوعية المأبضية في الركبة).

### شرياني ووريدي
تمدد الأوعية الدموية في الشرايين هي أكثر شيوعا، ولكن تمدد الأوعية الدموية الوريدية يحدث (على سبيل المثال، تمدد الأوعية الدموية الوريدية المأبضية).

### السبب
يمكن تصنيف تمدد الأوعية الدموية حسب السبب.
العديد من تمدد الأوعية الدموية يكون في الطبيعة من تصلب الشرايين.
يستخدم مصطلح آخر هو «التمدد الفطري». بعض المصادر تحدد هذا المصطلح للعدوى الفطرية فحسب،  في حين أن مصادر أخرى تستخدم هذا المصطلح لوصف الالتهابات البكتيرية أيضا.
في حين أن معظم تمدد الأوعية الدموية يحدث في شكل معزول، حدوث تمدد بيري للشريان الرابط الأمامي لدائرة ويليز يرتبط مرض تكيس الكلى الوراثي (ADPKD).
كما أن المرحلة الثالثة من مرض الزهري تظهر مع تمدد الشريان الأورطي، والذي يرجع إلى فقدان vasa vasorum في الغشاء العرضي tunica adventitia.

## المخاطر
يعتبر التمزق وتخثر الدم هي المخاطر التي ينطوي عليها تمدد الأوعية الدموية. حيث يؤدي التمزق إلى انخفاض في ضغط الدم وسرعة دقات القلب، وارتفاع الكولسترول، ودوخة. ويعد خطر الموت مرتفع باستثناء التمزق في الاطراف.
يمكن أن تنتقل جلطات الدم من تمدد الشرايين المأبضية في مجرى الدم وتؤدى إلى اختناق الخلايا. إلا إذا تم تجاهل الألم و/ أو التخدير الناتج على مدى [بحاجة لتوضيح] فترة من الزمن يؤدى إلى نتائج خطيرة مثل الحاجة للبتر. طالما سعت العلاج بسرعة، يجب على الطبيب أن يكون قادرا على توفير العلاج غير الغزوى. وينبغي التعامل مع تمدد الأوعية الدموية برعاية حيث أن ارتفاع الضغط عند محاولة التخلص منها يمكن أن يسبب لهم التحول. تخثر في تمدد الأوعية الدموية الوريدية المأبضية هو أخطر بكثير مثل الانسداد بالجلطو وتنتقل إلى القلب، أو من خلال القلب إلى الرئتين (الانسداد الرئوي).

## عوامل الخطورة
عوامل الخطر لتمدد الأوعية الدموية هي مرض السكري، السمنة، ارتفاع ضغط الدم، استعمال التبغ، إدمان الكحول، ونقص النحاس.

### نقص النحاس
يتسبب نقص النحاس في بعض قليل من حالات التمدد. وأظهرت العديد من التجارب على الحيوانات أن نقص النحاس يمكن أن يسبب أمراض تتأثر الإيلاستين  قوة الأنسجة [هاريس]. ويفرز أكسيداز الليزيل الذي يربط عبر النسيج الضام بشكل طبيعي، ولكن تم تخفيض نشاطه،  نتيجة، بلا شك، لبعض الجزيئات الأولية للانزيم (انزيم المزاملون أو الانزيم دون النحاس) مما يؤدى إلى فشلها في احتواء النحاس.
تمدد الشريان الأورطي هو السبب الرئيسي للوفاة من الدجاج الذي به نقص النحاس، وأيضا استنفاذ النحاس يؤدى إلى تمدد الأوعية الدموية في الديك الرومي.
الرجال الذين يموتون بسبب تمدد الأوعية الدموية لديها محتوى الكبد (من النحاس) والتي يمكن أن تكون اقل من 26 ٪ من المعتاد. الطبقة الوسطي للاوعية الدموية (حيث يوجد الإيلاستين) هو الأرق ولكن محتوى الإيلاستين من النحاس هو نفسه مثل الرجل العادي. ولا يختلف السمك عموما كثيرا. ولذلك يجب أن يكون بالجسم وسيلة لمنع بعض أنسجة الإيلاستين من النمو إذا لم يكن هناك ما يكفي من أكسيداز الليزيل المنشط لذلك. ويكون الرجال أكثر عرضة للتمدد من النساء الشابات، على الأرجح لأن هرمون الاستروجين يزيد من كفاءة امتصاص النحاس. ومع ذلك، يمكن أن تعانى المرأة من بعض هذه المشاكل بعد الحمل، وربما لأن المرأة يجب أن تعطي لكبد أطفالهن مخازن كبيرة من النحاس لتمكينهم من البقاء على قيد الحياة مع انخفاض مستويات النحاس في الحليب. حيث ان كبد الطفل به من النحاس ما يصل إلى عشرة أضعاف ما هو موجود في كبد الكبار. الإيلاستين هو مرن مثل الشريط المطاطي ويمكن أن تمتد إلى مرتين طوله. الكولاجين هو حوالي 1000 مرة أكثر صلابة.

## التكوين
حدوث وامتداد التمدد في قطاع معين من شجرة الشرايين ينطوي على عوامل محلية بالدورة الدموية والعوامل الداخلية لهذا الجزء في الشرايين نفسها.
الشريان الأورطى في الإنسان به مقاومة منخفضة نسبيا للدورة الدموية. شرايين الأطراف السفلى بها مقاومة أعلى، والصدمات المتكررة من موجة الشرايان المنعطسة على الأورطى البعيدة قد تجرح جدار الشريان الأورطي الضعيف والمساهمة في انحلال التمدد. وتصاحب الأصابة ارتفاع ضغط الدم العام، تسارع التوسع في تمدد الأوعية الدموية المعروفة، ويمكن أن تسهم في تشكيلها.
و ينتج تمدد الأوعية الدموية نتيجة لعوامل متعددة تؤثر على هذا الجزء الشرياني وبيئته المحيطة.
في الدورة الدموية، اقتران اتساع التمدد مع زيادة الضغط على الجدار يقترب من قانون لابلاس. على وجه التحديد، ينص قانون لابلاس الذي ينطبق على أسطوانة بأن جهد جدار الشرايين يساوي أضعاف نصف قطر القناة الشريانية. كلما ازداد القطر، تزداد حدة توتر الجدار، الأمر الذي يسهم في مزيد من الزيادة في قطر وخطر التمزق. زيادة الضغط (ارتفاع ضغط الدم العام) وزيادة حجم تمدد الأوعية الدموية يؤدى إلى تفاقم توتر الجدار، وبالتالي تزيد من خطر التمزق.
بالإضافة إلى ذلك، يُمد جدار الوعاء الدموي بالدم داخل تجويفه في البشر (؟ على الرغم من الشريان الأورطي به Vasa vasorum)و لذلك [بحاجة لمصدر] في نمو تمدد الأوعية الدموية، الجزء الأكثر نقصا للأكسجين في تمدد الأوعية الدموية هو في النهاية الأبعد، مما أدى إلى ضعف جدار الوعاء الدموي والمساعدة في مزيد من التوسع للتمدد. مما يؤدى في النهاية بجميع التمددات، إذا ما تركت لاستكمال تطورها، إلى التمزق من دون تدخل.
في الكلاب، تمد الأوعية الجانبية للأوعية الدموية [بحاجة لتوضيح]، ويعتبر تمدد الأوعية الدموية نادر.

## العلاج
تاريخيا، علاج تمدد الأوعية الدموية في الشرايين يتم بالتدخل الجراحي، أو الانتظار اليقظ مع السيطرة على ضغط الدم. في الآونة الأخيرة، تطورت تقنيات التدخل الضئيل أو تقنيات داخل الأوعية لأنواع عديدة من تمدد الأوعية الدموية.

### علاج تمدد الأوعية الدموية في الجمجمة
حاليا هناك خياران لعلاج تمدد الأوعية الدموية في المخ: التثبيت الجراحي أو اللف داخل الأوعية.
عُرفت عمليات التثبيت الجراحية على يد والتر داندي من مستشفى جونز هوبكنز في عام 1937. وتتكون من عمل شق بالجمجمة، وكشف تمدد الأوعية الدموية، ثم إغلاق قاعدة التمدد بمشبك. وقد تم تعديل وتحسين هذه العملية الجراحية على مر السنين. ولا تزال عملية التثبيت الجراحى أفضل وسيلة للقضاء على تمدد الأوعية الدموية بشكل دائم.
عُرف اللف الداخلى للأوعية على يد جويدو جوجليلمى في جامعة كاليفورنيا في عام 1991. وتتكون من تمرير قسطرة داخل الشريان الفخذي في أعلى الفخذ، عن طريق الشريان الأورطي، إلى شرايين المخ، وأخيرا إلى تمدد الوعاء الدموي نفسه. عندما تصبح القسطرة في تمدد الوعاء الدموى، يتم دفع ملفات البلاتين إلى تمدد الوعاء الدموى وتحريرها. تعمل هذه ملفات على بدء تفاعل التجلط أو التخثر في تمدد الوعاء الدموى، في حال نجاحها، سيتم القضاء على تمدد الأوعية الدموية. في حالة التمددات الواسعة القاعدة، يتم تمرير دعامة أولا إلى الشريان الأصلى لتكون بمثابة سقالة للملفات («الدعامة بمساعدة اللف»).
عند هذه النقطة يبدو أن المخاطر المرتبطة بعملية التثبيت الجراحى واللف الداخلى للوعاء الدموى، من حيث السكتة الدماغية أو الوفيات الناجمة عن هذا الإجراء، هي نفسها. المشكلة الرئيسية المرتبطة باللف الداخلى للوعاء الدموى، مع ذلك، هو ارتفاع معدل تكرار الإصابة والنزيف المصاحب للتمدد. على سبيل المثال، في أحدث دراسة التي أجراها جاك موريه وزملاؤه من باريس، فرنسا، (مجموعة من أكبر التجارب في عمليات اللف الداخلى للأوعية الدموية) يشير إلى أن 28.6 ٪ من التمددات تكررت في غضون سنة واحدة من اللف، وبأن معدل تكرار الإصابة ازداد مع الوقت. (Piotin M et al، الأشعة 243 (2):500 - 508، أيار / مايو 2007) وهذه النتائج مشابهة لتلك التي سبق أن أوردتها مجموعات اللف الأخرى. على سبيل المثال جان ريمون وزملاء من مونتريال، كندا (مجموعة أخرى مع خبرة كبيرة في اللف الداخلى للاوعية الدموية) ان 33.6 ٪ من التمدد تكرر في غضون سنة واحدة من اللف. (ريمون ياء وآخرون، السكتة الدماغية 34 (6):1398 - 1403، يونيو 2003) وعلى المدى الطويل من اللف ينتج واحد من اثنين من الاحتمالات، دراسات عشوائية مقارنة التثبيت الجراحي مع اللف الداخلى للأوعية الدموية، وهي تمدد الأوعية الدموية تحت العنكبوتية الدولية الابتدائية (ISAT) يتبين ان تكون مقلقة بالمثل. في ISAT، الحاجة لاعادة علاج التمدد لاحقا كان 6.9 مرات أكثر عرضة للف الداخلى بالمقارنة مع التثبيت الجراحي. (كامبي وآخرون، السكتة الدماغية 38 (5):1538 - 1544، أيار / مايو 2007)
و لذلك يبدو أنه على الرغم من أن عملية اللف الداخلى ترتبط بأقصر فترة الانتعاش مقارنة التثبيت الجراحي، كما أنه يرتبط مع تكرار أعلى بكثير ونسبة النزيف بعد العلاج. المرضى الذين خضعوا لعمليات اللف الداخلى بحاجة إلى دراسات سنوية (مثل التصوير بالرنين المغناطيسي، الأشعة التلفزيونية، أو القسطرة) إلى أجل غير مسمى الكشف المبكر عن تكرار الإصابة. إذا تحدد تكرار الإصابة، يلزم إعادة علاج تمدد الأوعية الدموية إما الجراحة أو مزيد من اللف. المخاطر المرتبطة بالتثبيت الجراحي للتمدد المعالج سابقا باللف مرتفعة جدا. في النهاية، ينبغي اتخاذ قرار العلاج بالتثبيت الجراحي أو اللف من قبل فريق جراحة المخ والأوعية الدموية مع خبرة واسعة في كل من الطرائق. في الوقت الحاضر يبدو أن المرضى كبار السن الذين يعانون من تمدد الأوعية الدموية التي يصعب الوصول إليها جراحيا هم أكثر احتمالا للاستفادة من اللف الدموية. هذه التعميمات، مع ذلك، من الصعب أن تنطبق على كل حالة من الحالات، الأمر الذي ينعكس في تقلبات واسعة على الصعيد الدولي في مجال استخدام التثبيت الجراحى أو اللف الدموى.

### علاج تمدد الأوعية الدموية الطرفية والأورطى
يتم علاج التمدد بأي من وسائل اللف الداخلى للأوعية الدموية (قسطرة مع الدعامات) أو تقنيات الجراحة المفتوحة.و تشمل التقنيات المفتوحة الإقصاء والاستئصال. استبعاد تمدد يعني ربط خيوط باحكام حول الشريان بشكل قريب على حد سواء وبشكل أقصى إلى تمدد الأوعية الدموية، لقطع تدفق الدم من خلال تمدد الأوعية الدموية. إذا كان تمدد الأوعية الدموية عدوى أو فطري، فإنه قد يكون تم رفعه (قطع وإزالته من الجسم). إذا كان غير مصاب، غالبا ما يُترك تمدد الأوعية الدموية في مكانها. بعد استبعاد أو استئصال، يمكن وضع لحام نسيجى التفافى، لضمان امدادات الدم إلى المنطقة المصابة. لإجراء بعض الإصلاحات بتمدد الأوعية الدموية في البطن، حيث توجد ضمانات كافية لإمدادات الدم، والطعوم الالتفافية غير مطلوبة.
للتمدد في الشريان الأورطي والذراعين والساقين، أو الرأس، الفرع الأضعف من الوعاء الدموى يجوز الاستعاضة عن اللحام النسيجى الالتفافي الذي يتم تخييطه على جذوع الأوعية الدموية. بدلا من الخياطة، ينتهي أنبوبة اللحام النسيجى، يجعلها جامدة وقابلة للتوسيع بواسطة السلك الننتول، يمكن إدراجها في جذوع الأوعية الدموية بشكل دائم وثابت هناك بحبل خارجي. http://www.fondazionecarrel.org/sp/sp.html  تقنيات اللف الداخلى للأوعية الدموية الأقل تدخلا جراحيا هي بالسماح بدعامة لحام نسيجى مغطاه بالمعدن ليتم إدراجها من خلال شرايين الساق والمنتشرة في جميع أنحاء تمدد الأوعية الدموية.

## في الثقافة الشعبية
- في لعبة طابق القتل، عندما يترك لاعب اللعبة يتم الإعلان عنه بان اللاعب حدث له تمدد.
- في حلقة الدعك، موسيقي، تمدد الأوعية الدموية هو الأساس بالنسبة لامرأة تسمع العالم باعتباره موسيقي.
- في الكون العاصمة الرسوم المتحركة، توفي ايس من عصابة رويال فلوش من تمدد الأوعية الدموية القاتلة. باتمان كلف بقتلها قبل تمدد الأوعية الدموية، لكنه اختار ضدها وتوفى ايس بسلام مع باتمان يمسك بيديها.
- في فيلم فتاة جيرسي، بطولة بن أفليك وجنيفر لوبيز، تموت شخصية لوبيز من تمدد الأوعية الدموية بعد وقت قصير من ولادتها.
- الملك جورج الثاني يُعتقد أنه توفي نتيجة تمزق تمدد الأوعية الدموية في الشريان الأورطي.